# Preisrevolution
Der Begriff Preisrevolution oder auch Große Elisabethanische Inflation bezeichnet einen während des 16. Jahrhunderts europaweit zu beobachtenden Anstieg des allgemeinen Preisniveaus und den damit verbundenen Verfall der Kaufkraft. Geprägt wurde der Begriff von dem Wirtschaftshistoriker Georg Wiebe in seinem 1895 erschienenen Werk Zur Geschichte der Preisrevolution des XVI. und XVII. Jahrhunderts.

## Geschichte
Im Verlauf des 16. Jahrhunderts erhöhten sich die Preise einzelner Waren um das Drei- bis Vierfache. Das entspricht einer jährlichen Inflationsrate von unter 1,5 %, was aus heutiger Sicht niedrig erscheint. Da vielerorts Naturalabgaben durch einmal fixierte Geldzahlungen abgelöst worden waren, die nicht den gestiegenen Preisen angepasst wurden, führte die Preiserhöhung für die Bezieher fester Einkommen aber mittel- bis langfristig zu empfindlichen Kaufkraftverlusten.
Der Anstieg des Preisniveaus erfolgte in regional unterschiedlicher Intensität und betraf nicht alle Güter in gleichem Maße. Besonders betroffen waren die Preise lebensnotwendiger Nahrungsmittel wie Getreide (siehe Tabelle).
Tabelle: Preissteigerung von Waren in Hamburg
zwischen 1511/20 und 1561/70 (in %)
|                       |  |     |
| Getreide              |  | 274 |
| Übrige Nahrungsmittel |  | 161 |
| Gewerbeerzeugnisse    |  | 118 |
|                       |  |     |

Zeitgenössische Autoren wie der französische Staatstheoretiker Jean Bodin führten diesen inflationären Prozess auf den Zufluss von Edelmetallen aus der Neuen Welt und die Münzverschlechterungen der Zeit zurück. Die moderne Forschung nennt als weitere Ursachen das starke Bevölkerungswachstum, die erhöhte Umlaufgeschwindigkeit des Geldes sowie die aufgrund des bergbautechnologischen Fortschritts möglichen großen Silber-Fördermengen der süddeutschen Saigerhüttenindustrie.
Als Folgen der Preisrevolution nennt die Historikerin Renate Pieper eine Einkommensumverteilung zugunsten der Bezieher flexibler Einkommen und drastische Einkommenseinbußen für die in langfristigen Arbeitsverhältnissen stehenden Bediensteten.